# ОШ „Веселин Маслеша” Београд
ОШ „Веселин Маслеша” је школа која се налази у Београду у градској општини Вождовац. Изграђена је 1963. године.

## Историја
Првобитан приједлог за име школе је био "Иван Милутиновић", међутим тај приједлог је одбијен јер је већ постојала школа са тим називом. Наредни приједлог је прихваћен од стране комисије, тако да школа од 1964. носи назив ОШ „Веселин Маслеша” по новинару, револуционару и народном хероју Веселину Маслеши.

## О школи
Школа има 850 ученика распоређених у 32 одјељења редовне наставе и 4 групе продуженог боравка. Два одјељења раде по међународном пројекту „Корак по  корак“. Наставу држи 57 наставника. Са високом стручном спремом је 32, са вишом 21, са средњом 4. Школа има секретара и стручне сараднике: психолога, педагога и библиотекара са високом стручном спремом, две  финансијска радника, 13 запослених на одржавању чистоће и уређености  школе. Настава се одвија у 24 учионице – кабинета. Сала за физичко, трпезарија, библиотека са малом читаоницом, стоматолошка ординација  такође су саставни дио школске зграде. Спортски терен и паркинг је асфалтиран и обележен тако да ученици радо бораве напољу. Школски парк је мјесто за игру у топлим љетњим данима и припрема се његово потпуно реновирање и преуређење. Страни језици који се уче у школи су енглески, њемачки и руски.